# Geometria dos números
Geometria dos números é a parte da Teoria dos números que utiliza a Geometria para o estudo de números algébricos. Tipicamente, um anel de inteiros algébricos é visto como uma rede em {\displaystyle \mathbb {R} ^{n}}, e o estudo dessas redes fornece informações fundamentais sobre números algébricos. Hermann Minkowski (1896) iniciou esta linha de pesquisa aos 26 anos em seu livro The Geometry of Numbers.
A geometria dos números tem uma estreita relação com outros campos da matemática, especialmente a análise funcional e a aproximação diofantina, o problema de encontrar números racionais que aproximam uma quantidade irracional.

## Resultados de Minkowski
Suponha que {\displaystyle \Gamma } seja uma rede no espaço euclidiano {\displaystyle n}-dimensional {\displaystyle \mathbb {R} ^{n}} e {\displaystyle K} seja um corpo convexo centralmente simétrico. Teorema de Minkowski, às vezes chamado de primeiro teorema de Minkowski, afirma que se {\displaystyle \operatorname {vol} (K)>2^{n}\operatorname {vol} (\mathbb {R} ^{n}/\Gamma )}, então {\displaystyle K} contém um vetor não nulo em {\displaystyle \Gamma }.
O mínimo sucessivo {\displaystyle \lambda _{k}} é definido como o inf dos números {\displaystyle \lambda } tais que {\displaystyle \lambda K} contém {\displaystyle k} vetores linearmente independentes de {\displaystyle \Gamma }. O teorema de Minkowski sobre mínimos sucessivos, às vezes chamado de segundo teorema de Minkowski, é um fortalecimento do primeiro teorema e afirma que
{\displaystyle \lambda _{1}\lambda _{2}\cdots \lambda _{n}\operatorname {vol} (K)\leq 2^{n}\operatorname {vol} (\mathbb {R} ^{n}/\Gamma ).}

## Pesquisas posteriores na geometria dos números
Entre 1930 e 1960, pesquisas sobre a geometria dos números foram conduzidas por muitos teóricos dos números (incluindo Louis Mordell, Harold Davenport e Carl Ludwig Siegel). Em anos recentes, Lenstra, Brion e Barvinok desenvolveram teorias combinatórias que enumeram os pontos de rede em alguns corpos convexos.

### Teorema do subespaço de W. M. Schmidt
Na geometria dos números, o teorema do subespaço foi obtido por Wolfgang M. Schmidt em 1972. Ele estabelece que, se n é um inteiro positivo, e L1,...,Ln são formas lineares linearmente independentes em n variáveis com coeficientes algébricos e se ε>0 é qualquer número real dado, então os pontos inteiros não nulos x em n coordenadas com
{\displaystyle |L_{1}(x)\cdots L_{n}(x)|<|x|^{-\varepsilon }}
pertencem a um número finito de subespaços próprios de Qn.

## Influência na análise funcional
A geometria dos números de Minkowski teve uma profunda influência na análise funcional. Minkowski provou que corpos convexos simétricos induzem normas em espaços vetoriais de dimensão finita. O teorema de Minkowski foi generalizado para espaço vetorial topológico por Kolmogorov, cujo teorema afirma que os conjuntos convexos simétricos que são fechados e limitados geram a topologia de um espaço de Banach.
Pesquisadores continuam a estudar generalizações para conjuntos estrelados e outros conjuntos não convexos.